# Difosforany
Difosforany (PPi, dawniej: pirofosforany), P
2O4−
7 – grupa związków chemicznych, soli lub estrów kwasu difosforowego.
Anion difosforanowy występujący m.in. w organizmach żywych, zazwyczaj powstaje na drodze hydrolizy ATP do AMP.
ATP → AMP + PPi
W środowisku wodnym difosforan jest niestabilny i szybko ulega hydrolizie do wodorofosforanów:
P
2O4−
7 + H
2O → 2HPO2−
4
w skróconym zapisie:
PPi + H
2O → 2Pi
Hydroliza ta sprawia, że rozkład ATP do AMP i PPi jest nieodwracalny oraz że wszelkie reakcje biochemiczne sprzężone z tym rozkładem również stają się jednokierunkowe.